# 多夫日克 (佐洛奇夫市鎮)
50°12′12″N 35°56′41″E / 50.20333°N 35.94472°E
多夫日克（烏克蘭語：Довжик）是位於烏克蘭東部的村莊，由哈爾科夫州博霍杜希夫區的佐洛奇夫市鎮負責管轄。該村始建於1650年，面積4.76平方公里，海拔高度127米，2001年人口2,180。